# Línia evolutiva de Geodude
Aquesta línia evolutiva de Pokémon inclou Geodude, Graveler i Golem.

## Geodude
Geodude és una de les espècies que apareixen a la franquícia Pokémon. És de tipus roca i terra i evoluciona a Graveler.

## Graveler
Graveler és una de les espècies que apareixen a la franquícia Pokémon. És de tipus roca i terra i evoluciona de Geodude. Evoluciona a Golem.

## Golem
|  | Per a altres significats, vegeu «Gòlem». |

Golem és una de les espècies que apareixen a la franquícia Pokémon. És de tipus roca i terra i evoluciona de Graveler.